# Le Corps-Mort
Le Corps-Mort är en liten klippö i Kanada.   Den ligger i provinsen Québec, i den östra delen av landet, 1 100 km öster om huvudstaden Ottawa. Le Corps-Mort ligger i ögruppen Îles de la Madeleine cirka 15 km från närmaste större ö, Île du Havre Aubert.

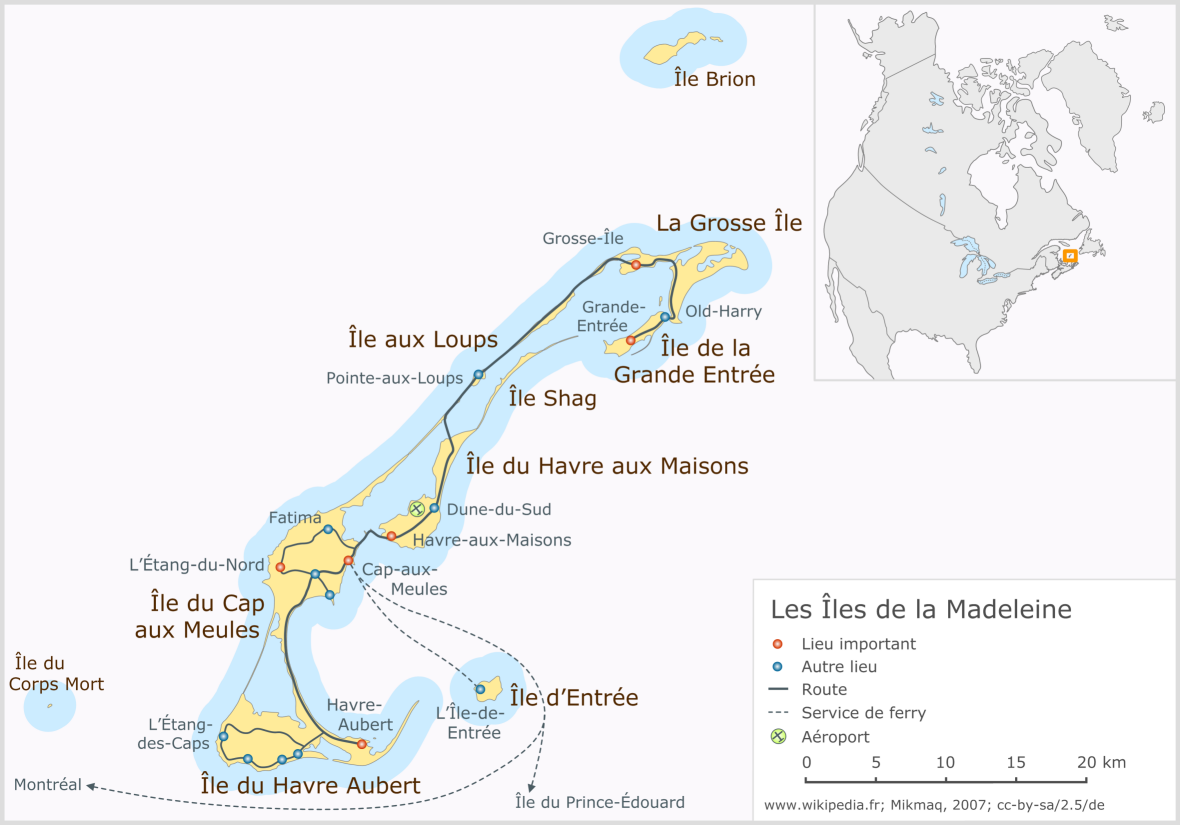
Karta över Îles de la Madeleine. Infällt: öarnas läge i Nordamerika.